# Quinto Ghermandi

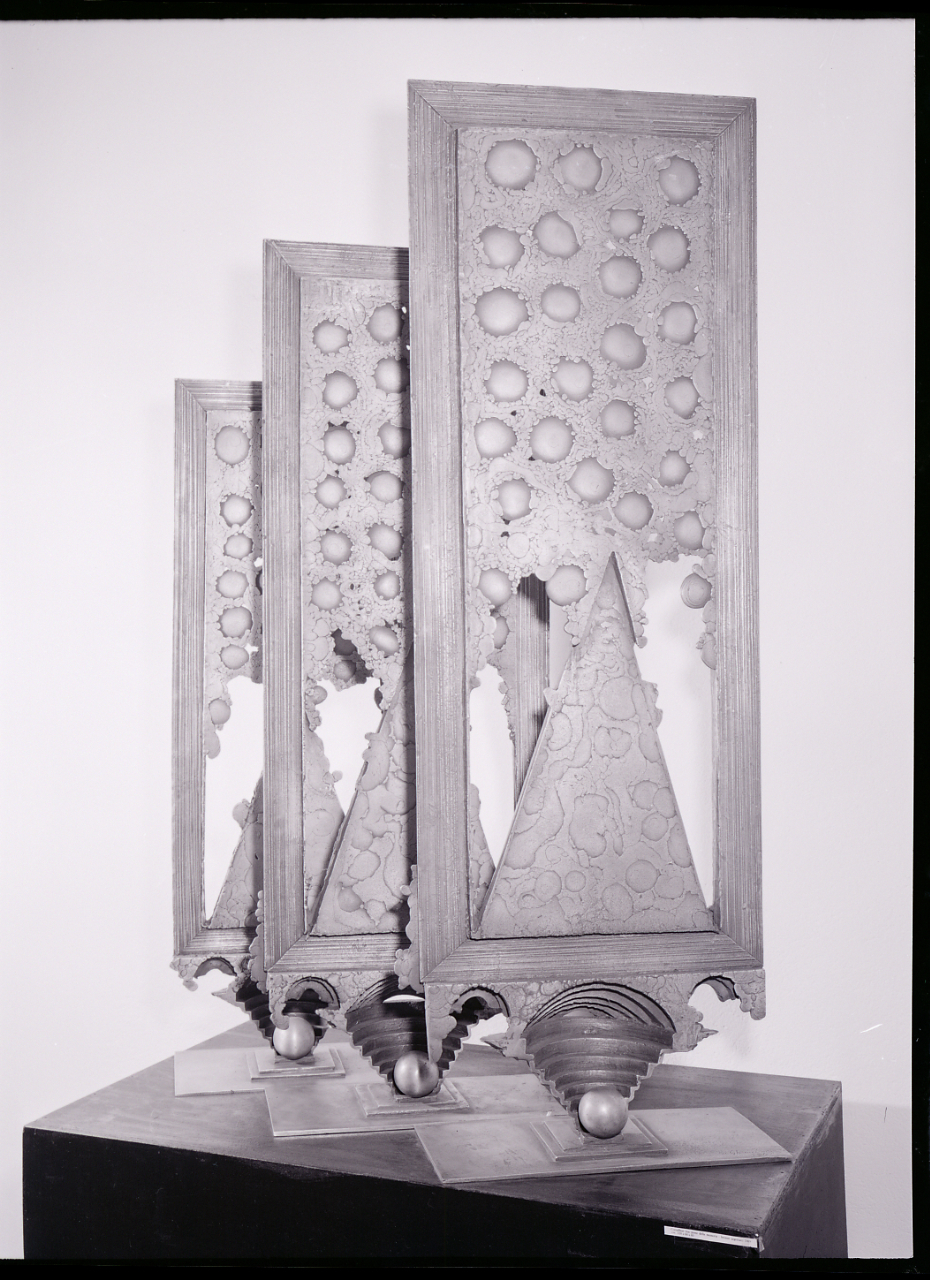
Quinto Ghermandi Skulptur in der Galerie San Luca ausgestellt, Bologna, 1970. Foto von Paolo Monti.

Quinto Ghermandi (* 28. September 1916 in Crevalcore bei Bologna; † 18. Januar 1994 in Bologna) war ein italienischer Bildhauer. Seine Arbeiten werden dem Informel zugeordnet.

## Leben und Werk
Quinto Ghermandi entstammte einer Bauernfamilie und entdeckte schon früh sein Interesse an der Bildhauerei. Er begann schon als Kind, spielerisch Keramiken zu schaffen, die er aus Ton formte und in einem Ofen aus Backofensteinen seiner Familie brannte. Er begann seine Ausbildung am Liceo Artistico in Bologna bei Cleto Tomba (1898–1987), später an der Scuola di Ercole Drei und zuletzt an der Accademia di belle Arti di Roma mit Abschluss 1940.
Nach dem Zweiten Weltkrieg und vierjähriger britischer Kriegsgefangenschaft in Nordafrika, in der er sich intensiv über britische Zeitschriften mit der Kunst von Pablo Picasso und Henry Moore beschäftigte, fing er an, kleine Skulpturen aus Keramik zu formen. In den 1950er Jahren begann er mit abstrakten Skulpturen aus geschweißtem Metall. Er wurde zur Teilnahme an der Biennale von Venedig 1952 eingeladen. Es folgten große Skulpturen aus Bronze, 1958 gestaltete er damit Tierfiguren für einen Park in Bologna und gewann im selben Jahr damit den Preis von Bologna. Im darauf folgenden Jahr, erhielt er den Preis für Bildhauerei in Carrara und gewann, zusammen mit Lynn Chadwick, einen internationalen Wettbewerb für Bronzeskulpturen in Padua. Es war ab diesem Zeitpunkt bei allen wichtigen Veranstaltungen der nationalen und internationalen Kunst vertreten.
Er war Teilnehmer der Biennalen von Venedig 1960 und 1966 und der Quadriennale di Roma 1965. Im Laufe der 1960er Jahre hatte er weitere Einzelausstellungen und die Teilnahme an wichtigen Skulpturenausstellungen in Europa, den USA, Japan, Brasilien, Neuseeland, dem Iran und Ägypten. Im Jahr 1964 wurden Arbeiten von ihm auf der documenta III in Kassel in der Abteilung Skulptur gezeigt.
1967 und 1969 gewann er den Preis für Skulptur bei Il Fiorino d'Oro in Florenz. Seine Werke sind Teil von öffentlichen und privaten Sammlungen in Europa, insbesondere in Skandinavien, den Vereinigten Staaten und in Lateinamerika. Er schuf zahlreiche öffentliche Denkmäler und Brunnen auf der ganzen Welt.
Quinto Ghermandi war Professor für Bildhauerei an der Accademia di Belle Arti, zunächst in Florenz und dann in Bologna; von 1981 bis 1984 bekleidete er den Posten des Direktors.
Er war verheiratet mit der Malerin Romana Spinelli, mit der er hatte drei Kinder hat: Cristina († 1993), Francesca (Zeichnerin und Illustratorin) und Martino (Herausgeber).